# Жуль-Елі Делоне
Жу́ль-Елі Делоне́ (фр. Jules-Élie Delaunay 13 червня, 1828, Нант — 5 вересня, 1891) — французький художник XIX ст. Створював картини на біблійні сюжети, стінописи в Парижі, в останні роки — переважно портрети.

## Життєпис
Народився в місті Нант. Став учнем Школи красних мистецтв в Парижі 1748 року, де опановував художню майстерність. Його вчителі — Іпполіт Фландрін (1809—1864) та Луї Ламот (1822—1869). Неодноразово брав участь в конкурсах на Римську премію, що надавала право на перебування в Французькій академії в Римі (в минулому римська віллі Медічі) для удосконалення майстерності. Премію виборов лише в 1856 році.

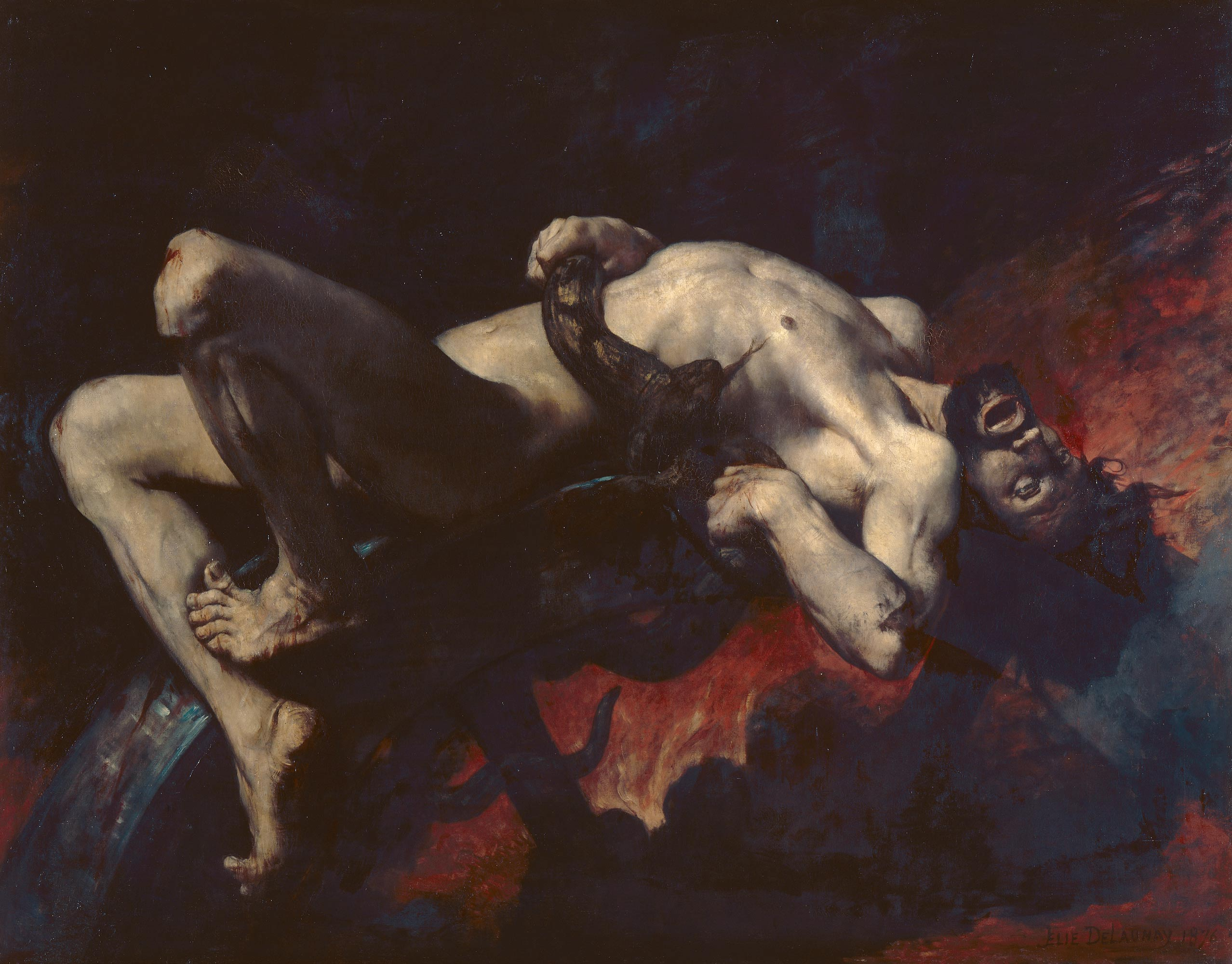
«Іксіон падає в пекло», 1876, Музей образотворчих мистецтв (Нант).

По перебуванню в Римі повернувся в Париж, де працював художником-монументалістом. Отримував замови від церковних очільників на картини біблійної тематики і стінописи, серед яких твори в церкві Св. Трійці, в церкві Св. Женевьєви тощо. Мав художню манеру, наближену до творів Рафаеля Санті і Домініка Енгра, але скеровану в бік більших теплоти чи драматизму на відміну від холодного, поміркованого в релігійних творах Енгра («Іксіон падає в пекло»,1876). Еклектична художня манера митця розцінювалась як схвальна і художник, як слухняний і лояльний до влади, отримав замову від уряду на створення стінописів в Опері Гарньє («Алегорія оперного співу»).
Не мав нічого спільного із бунтівними на той час Густавом Курбе (що пізніше здався на милість смаків замовників) чи Едуаром Мане. Його обрали членом Академії красних мистецтв 1879 року. А з 1889 року він працював в Школі красних мистецтв.
В останні роки життя працював переважно портретистом. Помер у Парижі.

## Вибрані твори
- «Евхаристія» (або «Причастя апостолів»)
- «Повернення Товії в будинок батьків»
- «Поетеса Сафо цілує власну ліру»
- «Автопортрет»
- «Заколот Брута»
- «Смерть німфи Гесперії»
- «Чума в Римі», 1869
- «Смерть кентавра Несса», 1870
- «Діана», 1872
- «Тріумф Давіда», 1874
- «Портрет Ернеста Лігов'є»,1874
- «Іксіон падає в пекло»,1876
- стінопис «Алегорія перного співу» (або «Тріумф співу»), Опера Гарньє
- стінопис в ратуші Парижа
- стінопис в церкві Св. Трійці, Париж
- стінопис в Пантеоні «Св. Женевьєва та завойовник Атілла»
- «Портрет мадам Жорж Бізе», 1878
- «Портрет мадам Жорж Гвар»
- «Мадемуазель Стефанія Брюссе»
- «Портрет Жана-Луї Тангі»

## Портрети роботи Делоне

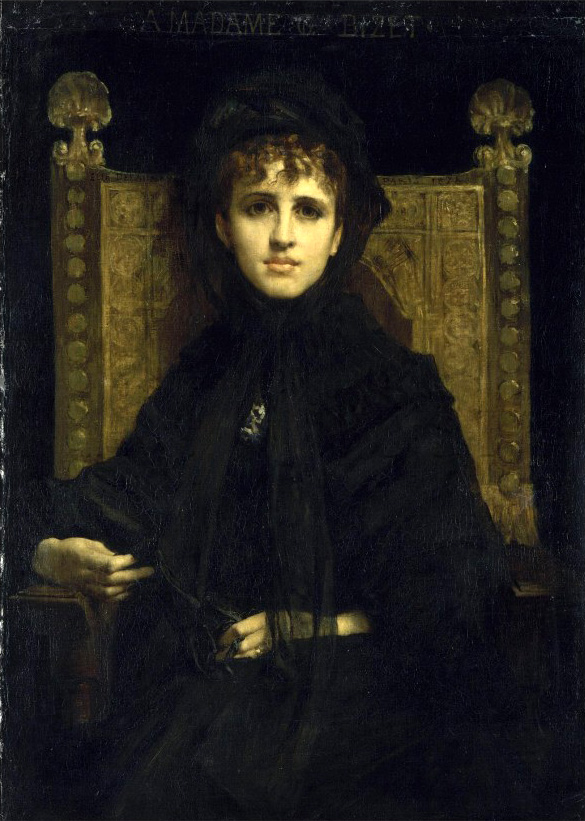
«Портрет мадам Жорж Бізе», 1878, Музей д'Орсе, Париж
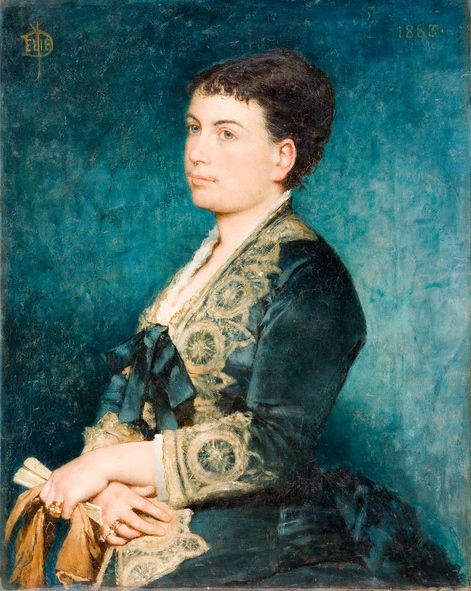
«Мадам Фанні Гуен», 1883
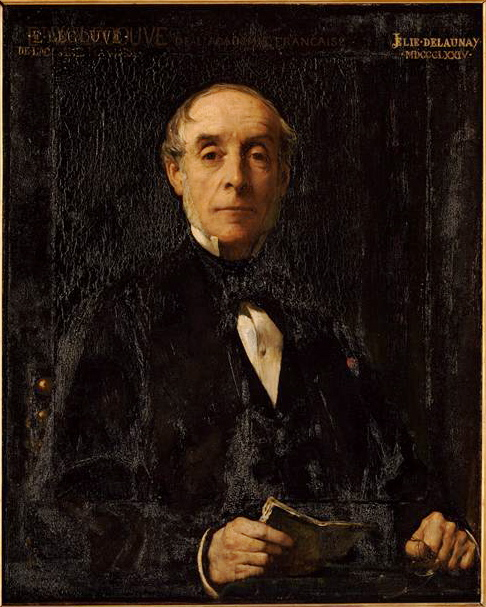
«Портрет Ернеста Лігов'є», 1874
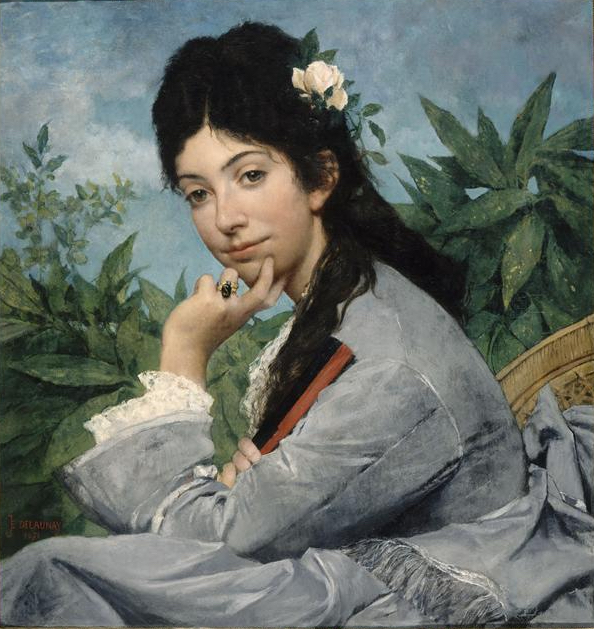
«Мадмуазель Стефанія Брюссе», 1871